# Little Cold River
De Little Cold River is een 6,3 km lange rivier in de Amerikaanse staat New Hampshire die ontspringt aan de voet van White Mountains, verderop in de Cold River opgaat en 1,5 kilometer verder uitstroomt in de Charles Pond. 